# Ex ossibus ultor
 Ex ossibus ultor  лат. (изговор:  екс осибус ултор). Из костију осветник. (Вергилије)

## Поријекло изреке
Изрекао велики антички пјесник Вергилије у једном стиху   Енеиде:
| „ | Exoriare aliquis nostris ex ossibus ultor Нека се из мојих костију неки осветник роди. | ” |

## Тумачење
Вергилије мисли да смрт тражи освету! Да се заборављати не смије. Да је сјећање моралан чин.